# كبلر-11e
كيبلر 11 إي (بالإنجليزية: Kepler-11e)‏ الذي يرمز له بالرمز KOI-157.03، هو كوكب خارج المجموعة الشمسية، في كوكبة الدجاجة (كوكبة)، يتبع Kepler-11.

## الاكتشاف
اكتشف في 2 فبراير 2011، وكانت طريقة الاكتشاف طريقة العبور.